# Fritz Rentrop
Fritz Rentrop (19. listopad, 1917 – 2. únor, 1945) byl důstojník Waffen-SS v hodnosti SS-Sturmbannführer za druhé světové války. Mimo jiné se jednalo o držitele rytířského kříže Železného kříže.
Narodil se 19. listopadu roku 1917 ve vestfálském městě Münster. Poté, co absolvoval základní školu, tak nastoupil na střední školu a stal se členem Hitlerjugend. Roku 1936 složil maturitu a k 1. lednu téhož roku vstoupil i do NSDAP.
O rok později, přesněji 1. dubna, vstoupil také do SS a později byl zařazen na důstojnickou školu SS v bavorském Bad Tölzu. Během roku 1940 se zúčastnil francouzského tažení a získal oba stupně železného kříže. Roku 1941 bojoval na východní frontě jako člen 2. baterie (roty) protileteckého oddílu 2. tankové divize SS „Das Reich“. Za jeho výkony mu byl udělen 13. října roku 1941 rytířský kříž Železného kříže.
V průběhu roku 1944 byl odvelen na území protektorátu Čechy a Morava a byl dosazen do SS Panzer-Grenadier-Schule "Prosetschnitz" (škola tankových granátníků SS "Prosečnice"), kde nahradil SS-Hauptsturmführera Horsta Lenze ve funkci velitele Lehrgruppe I (učební skupiny I). Se svým povýšením do hodnosti SS-Sturmbannführer (major) byl převelen ke IV. takovému sboru SS, se kterým se účastnil těžkých bojů v Maďarsku.
Osud Fritze Rentropa je velice nejasný, předpokládá se, že byl zajat a popraven sovětskými jednotkami. Datum jeho smrti bylo stanoveno na 2. února 1945.

## Shrnutí vojenské kariéry

### Datum povýšení
- SS-Untersturmführer
- SS-Obersturmführer
- SS-Hauptsturmführer
- SS-Sturmbannführer

### Významná vyznamenání
- Rytířský kříž Železného kříže – 13. říjen, 1941
- Železný kříž I. třídy – 27. listopad, 1940
- Železný kříž II. třídy – 18. červen, 1940
- Všeobecný útočný odznak
- Zlatý odznak Hitlerjugend
- Umrlčí prsten SS
- Čestná dýka Reichsführera-SS